# Annabella (periodico)
Annabella (precedentemente Lei e successivamente Anna e poi A) è stata una rivista femminile italiana.

## Storia
Nel 1933 Angelo Rizzoli fondò il settimanale Lei, che il 15 novembre 1938 ribattezzò Annabella, a seguito della campagna contro l'uso della terza persona come pronome di cortesia.
Annabella si rivolgeva al pubblico delle signore borghesi, allora normalmente casalinghe. Inizialmente e fino a tutti gli anni Cinquanta la rivista seguì un orientamento, morale prima che politico, "conformista" e "benpensante", non diverso da quello della concorrente Grazia.
Fra i collaboratori di questo periodo si deve ricordare Giorgio Scerbanenco. Il giornalista italiano di origini ucraine, che era direttore di altre due testate Rizzoli, Bella e Novella (condirettore), contribuì massicciamente alle pagine di Annabella – allora diretta da Antonia Monti – con racconti, romanzi a puntate, inchieste e la rubrica La posta di Adrian. Leggendo la posta diretta a tutte queste rubriche, in cui le lettrici raccontavano i propri casi personali e spesso difficili, Scerbanenco venne a contatto con le angosce e le rabbie delle donne. Questa esperienza di storie vissute e dolorose ha avuto un'importanza decisiva nella maturazione dello stile noir di Scerbanenco, particolarmente crudo e amaro.
Negli anni Sessanta, Annabella modificò la propria linea editoriale. Anziché porsi come concorrente della conservatrice Grazia, scelse di spostarsi su posizioni più "aperte" rispetto al ruolo della donna nella società e si collocò piuttosto come concorrente del nuovo periodico Amica.
Fra le firme più famose di Annabella c'era quella di Brunella Gasperini, che curò la rubrica Ditelo a Brunella per venticinque anni, e la vide stabilire un dialogo aperto e franco con i suoi lettori su tematiche come il divorzio, l'aborto, la famiglia e la politica. Se negli anni Cinquanta Gasperini si era attenuta ad una linea tradizionalista come tutta la rivista, negli anni Sessanta proprio la giornalista milanese divenne il simbolo del nuovo corso del periodico femminile e la "consigliera più amata e popolare dei settimanali femminili borghesi". Il successo di Gasperini non era dovuto solo all'adeguarsi alla mutata condizione della donna, ma anche al suo particolare stile, quello di raccontare le proprie vicende familiari di moglie e di madre, ponendosi come modello per le lettrici, che effettivamente si identificavano con lei. Indicativa in questo senso di "autenticità" è la scelta di non avvalersi di uno pseudonimo, com'era frequente sulle riviste fin dal primo dopoguerra. Negli anni Settanta Brunella Gasperini divenne moderatamente femminista e decisamente divorzista.
La tiratura negli anni settanta era di circa 500 000 copie.
Nel 1983 la testata della rivista divenne semplicemente Anna. Nel 1988, con 239.000 copie vendute in media, il settimanale si collocava fra i concorrenti Grazia e Amica. Dal 1998 Barbara Alberti ha tenuto la rubrica "Posta del cuore".
Nel 2007 la testata si ridusse alla sola A, ma nel 2013 la rivista fu chiusa. Il giornalista Marco Travaglio tenne dal 2006 la sua rubrica fissa Il Guastafeste, chiamatovi dall'ultima direttrice Maria Latella, fino alla chiusura definitiva del periodico, avvenuta col numero dell'11 luglio 2013.